# Campionatul European de Scrimă pentru tineret din 2016
Campionatul European de Scrimă pentru tineret (U23) din 2016 s-a desfășurat în perioada 1-4 mai la Plovdiv în Bulgaria. 337 de trăgători din 34 de țări au participat.

## Rezultate

### Masculin
| Probă             | Aur                                                                               | Argint                                                                  | Bronz                                                                   |
| Spadă             | Yulen Pereira (ESP)                                                               | Yuval-Shalom Freilich (ISR)                                             | Richard Schmidt (GER) · Sándor Cho Taeun (HUN)                          |
| Spadă pe echipe   | Rusia Serghei Bida Dmitri Gusev Alan Fardzinov Georghi Bruev                      | Ucraina Roman Svicikar Iuri Taranenko Volodîmîr Stankevîci Ian Sîci     | Italia Lorenzo Buzzi Simone Esposito Gabriele Cimini Andrea Russo       |
| Floretă           | Tobias Reichetzer (AUT)                                                           | Jakub Surwiłło (POL)                                                    | Felix Klein (GER) · Guillaume Bianchi (ITA)                             |
| Floretă pe echipe | Italia Saverio Schiavone Damiano Rosatelli Francesco Ingargiola Guillaume Bianchi | Rusia Aleksandr Pivovarov Pavel Borontov Dmitri Trofimov Ernst Hamzin   | Polonia Szymon Kozłowski Jakub Surwiłło Michał Siess Bartosz Cegielski  |
| Sabie             | Sandro Bazadze (GEO)                                                              | Francesco D'Armiento (ITA)                                              | Leonardo Affede (ITA) · Aleksandr Trușakov (RUS)                        |
| Sabie pe echipe   | Rusia Ilie Andreev Aleksandr Trușakov Artiom Bucikovski Kirill Efimov             | Georgia Sandro Bazadze Miheil Mardaleișvili Saba Sulamanidze Vaja Recia | Germania Maximilian Kindler Robin Schrödter Domenik Koch Rouven Redwanz |

### Feminin
| Probă             | Aur                                                                               | Argint                                                                    | Bronz                                                                            |
| Spadă             | Aleksandra Zamachowska (POL)                                                      | Daria Martîniuk (RUS)                                                     | Giorgia Pometti (POL) · Tatiana Gudkova (RUS)                                    |
| Spadă pe echipe   | Rusia Tatiana Gudkova Iulia Liciagina Daria Martîniuk Violetta Hrapina            | Italia Nicole Foietta Giorgia Pometti Luisa Tesserin Roberta Marzani      | Polonia Kamila Pytka Barbara Rutz Martyna Swatowska Aleksandra Zamachowska       |
| Floretă           | Svetlana Tripapina (RUS)                                                          | Francesca Palumbo (ITA)                                                   | Marika Chrzanowska (POL) · Martina Sinigalia (ITA)                               |
| Floretă pe echipe | Rusia Oksana Martinez Hauregi Iana Alborova Svetlana Tripapina Kristina Samsonova | Italia Francesca Palumbo Martina Sinigaglia Erica Cipressa Camilla Rivano | Polonia Martyna Długosz Natalia Gołębiewska Marika Chrzanowska Katarzyna Lachman |
| Sabie             | Chiara Mormile (ITA)                                                              | Martina Criscio (ITA)                                                     | Maria Ridel (RUS) · Evgenia Karbolina (RUS)                                      |
| Sabie pe echipe   | Italia Sofia Ciaraglia Chiara Mormile Martina Criscio Michaela Battiston          | Rusia Evgenia Karbolina Maria Ridel Ekaterina Vorboeva Iana Obințeva      | Belarus Daria Andreeva Hanna Ivanișcianka Palina Kaspiarovici Alisa Utlik        |

## Clasament pe medalii
| Loc   | Țară     | Aur | Argint | Bronz | Total |
| ----- | -------- | --- | ------ | ----- | ----- |
| 1     | Rusia    | 5   | 3      | 4     | 12    |
| 2     | Italia   | 3   | 5      | 4     | 11    |
| 3     | Polonia  | 1   | 1      | 5     | 7     |
| 4     | Georgia  | 1   | 1      | 0     | 2     |
| 5     | Austria  | 1   | 0      | 0     | 1     |
| 5     | Spania   | 1   | 0      | 0     | 1     |
| 7     | Ucraina  | 0   | 1      | 0     | 1     |
| 7     | Israel   | 0   | 1      | 0     | 1     |
| 9     | Germania | 0   | 0      | 3     | 3     |
| 10    | Belarus  | 0   | 0      | 1     | 1     |
| 10    | Ungaria  | 0   | 0      | 1     | 1     |
| Total | Total    | 12  | 12     | 18    | 42    |

## Legături externe
- en  bg  Rezultate oficiale Arhivat în 4 mai 2016, la Wayback Machine. ale competiției
- en  Plovdiv: European Championships U23 Arhivat în 4 mai 2016, la Wayback Machine. la Confederația Europeană de Scrimă